# I Had Sex with E.T.
I Had Sex With E.T. è il primo EP del duo rock demenziale Barnes & Barnes pubblicato nel 1982.
In realtà questo EP non ha un titolo, ma è conosciuto con questo nome. Le canzoni I Had Sex With Pac-Man e I Had Sex With E.T. hanno un testo diverso, ma la base musicale è la stessa, come nelle prossime canzoni I Had Sex on TV, I Had Sex With Santa, I Had Sex With Madonna e I Had Sex With Your Mother (le ultime due canzoni non furono mai pubblicate).

## Tracce

### Lato A
1. So Bold - 2:43
2. I Had Sex With Pac-Man - 1:20

### Lato B
1. If You Hurt No One - 3:37
2. I Had Sex With E.T. - 1:20